# Reino de Nordmøre
El reino  de Nordmøre es el antiguo nombre de una región histórica, antiguo reino de Noruega. Actualmente forma parte del distrito tradicional de Nordmøre, en la provincia de Møre og Romsdal.

## Historia
La Noruega de la era vikinga estuvo dividida en pequeños reinos independientes gobernados por caudillos que gobernaban los territorios, competían por la supremacía en el mar e influencia política, y buscaban alianzas o el control sobre otras familias reales, bien de forma voluntaria o forzadas. Estas circunstancias provocaron periodos turbulentos y vidas heroicas como se recoge en la saga Heimskringla del escaldo islandés Snorri Sturluson en el siglo XIII.
En aquel entonces el territorio del reino comprendía también el norte y oeste de Orkdalen, Sør-Trøndelag. El último monarca de Nordmøre, según las sagas nórdicas fue Huntiof Øysteinson que fue derrotado por Harald I de Noruega en la primera batalla de Solskjell y su territorio subyugado. 
Nordmøre fue cuna de uno de los tres grandes códices de leyes más antiguos de Noruega, el Frostating.
Los jarls de Møre fueron muy poderosos e influyentes, sus descendientes gobernaron las Orcadas casi ininterrumpidamente desde el siglo X hasta el siglo XIII.
Tras la introducción del cristianismo, Nordmøre, junto a Trøndelag, Romsdal y todo el norte de Noruega, estaba bajo la responsabilidad del arzobispo de Trondheim y todas las provincias directamente bajo la autoridad del Papa.